# Station Szczecin Dąbie
Station Szczecin Dąbie (Duits:Altdamm) is een spoorwegstation in de Poolse stad Szczecin, in de wijk Dąbie.